# American Expeditionary Forces
L'American Expeditionary Forces (AEF) fu un contingente militare dell'esercito degli Stati Uniti d'America inviato in Europa durante la prima guerra mondiale a sostegno delle forze della Triplice intesa, in seguito alla dichiarazione di guerra statunitense all'Impero tedesco il 6 aprile 1917.
Il suo comandante capo fu il generale John Pershing, già veterano delle guerre statunitensi nelle Filippine e in Messico. 
L'AEF si dimostrò nel 1918, soprattutto negli ultimi mesi, come uno degli eserciti più forti e organizzati di tutto il conflitto, fautore delle importanti vittorie alleate a Cantigny, Bosco Belleau, Château-Thierry e Saint-Mihiel.
Durante l'estate del 1918, quando la guerra era ancora in corso, furono creati da questo esercito due sotto-eserciti: l'American Expeditionary Force Siberia e l'American Expeditionary Force North Russia, per essere inviati in Russia a combattere al fianco dell'esercito bianco contro l'esercito bolscevico, nell'ambito della guerra civile russa.

## La creazione
Subito dopo la dichiarazione di guerra degli USA l'esercito americano cercò di creare una forza di spedizione il più velocemente possibile. Il presidente statunitense Wilson decise di inviare una forza di spedizione e nel maggio 1917 il generale John J. Pershing venne nominato comandante supremo della Forza di Spedizione Americana. 

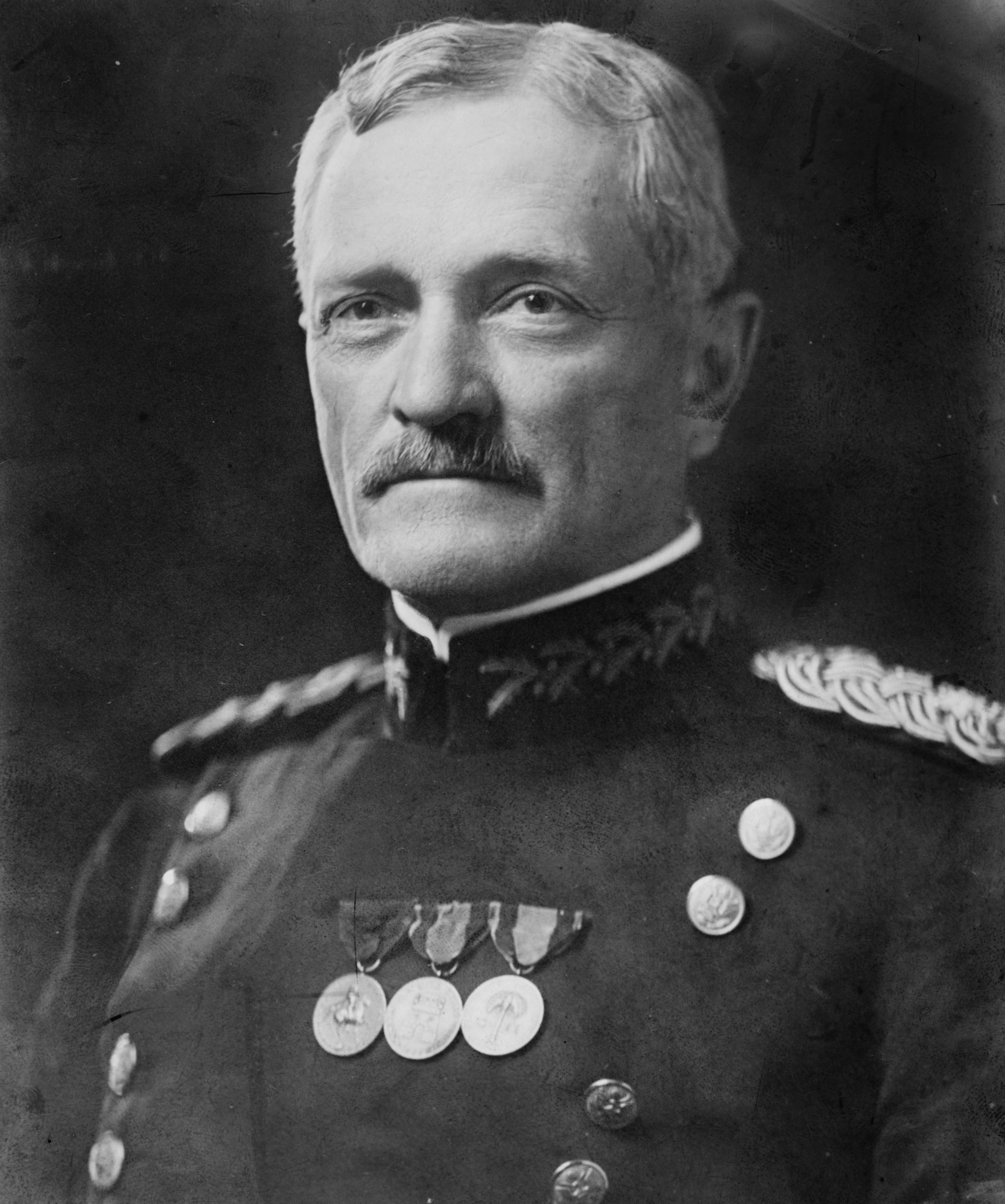
John Joseph "Black Jack" Pershing

 Il generale e il suo staff si resero presto conto che gli Stati Uniti non erano preparati ad una guerra.
All'inizio della guerra l'esercito americano era costituito da 127 500 tra ufficiali e soldati, che in breve tempo aumentarono di numero fino a circa un milione alla fine della guerra (1918). La marina non era preparata a trasportare un ingente numero di uomini e mezzi, e dovette chiedere aiuto alle Potenze alleate, le quali consegnarono agli americani delle navi catturate ai tedeschi.

## Le battaglie

Soldati americani assaltano un bunker tedesco in Francia nel 1918

La spedizione arrivò in Francia nel giugno 1917, ma non prese parte ai combattimenti fino a ottobre quando la 1ª Divisione Americana, la meglio addestrata, penetrò nelle trincee tedesche presso Nancy.
Inizialmente le divisioni americane vennero usate per supportare le difese inglesi e francesi, e per appoggiare i loro attacchi alle linee tedesche. Solamente nel maggio 1918 gli americani ebbero il primo impiego di truppe indipendentemente da inglesi e francesi, ottenendo un successo a Cantigny.
Nel luglio 1918 fu la volta delle truppe francesi ad essere aggregate agli americani come supporto per le loro manovre. Il 12 settembre 1918 iniziò la battaglia di Saint-Mihiel ove il generale Pershing comandò sei divisioni e più di 500 000 uomini tra americani e francesi. In seguito al successo di questa operazione il generale Pershing ebbe il comando di oltre un milione di americani nella dura e sanguinosa battaglia dell'Argonne che mise in evidenza le carenze tattiche e l'inesperienza del corpo di spedizione statunitense. Dopo pesanti perdite negli attacchi frontali contro le posizioni trincerate tedesche, le truppe americane ripresero l'avanzata dal 1º novembre 1918 e terminarono la guerra sulla linea del fiume Mosa. In queste due operazioni gli Alleati strapparono ai tedeschi un territorio pari a duecento miglia quadrate.
I piloti statunitensi vennero avviati all'addestramento in Francia, Regno Unito e Italia, dove esistevano due centri di addestramento. Uno, presso il lago di Bolsena, era per i piloti dell'US Navy, destinati agli idrovolanti che operavano in reparti misti sul Mare Adriatico. 
L'altro, a Foggia, per i piloti dell'aviazione dell'esercito dell'American Expeditionary Force (AEF) Air Service. I foggiani, come vennero soprannominati, destinati ai reparti di bombardamento, venivano istruiti sui Caproni Ca.33. Circa 500 aspiranti piloti passarono dal Centro d'addestramento di Foggia. 
Di questi la gran parte prestò servizio sul fronte francese all'interno dei reparti dell'AEF, mentre 75 di loro furono aggregati ai reparti italiani sul fronte austriaco. 
Il trimotore Caproni si guadagnò ben presto il favore dei piloti statunitensi per la sua manovrabilità e robustezza. 
Tra i suoi estimatori anche il Maggiore Fiorello La Guardia, deputato al Congresso degli Stati Uniti d'America e dal 1934 sindaco di New York per 3 volte, che teneva il comando del personale dell'AEF in Italia.

## Il dopoguerra
Quando l'11 novembre 1918 l'impero tedesco firmò la resa, l'esercito americano era diventato un esercito moderno in grado di competere con gli eserciti delle altre potenze, ed era considerato una delle più temibili forze militari del mondo. La prima guerra mondiale permise agli americani di rivoluzionare il proprio esercito, meccanizzando divisioni, creando unità corazzate e modificando l'organizzazione e l'esperienza dei comandanti dell'esercito stesso.
Gli statunitensi persero 124 000 uomini ed ebbero 234 000 feriti per un totale di 360 000 vittime.

## The End of the War
L'11 novembre 1918 il contingente riuscì a registrare attraverso geofoni elettromagnetici i suoni della fine della prima guerra mondiale, registrazione denominata poi "The End of the War" (La Fine della Guerra in italiano). Nella registrazione, ottenuta nei pressi del fiume Mosella, si può vedere il momento in cui i cannoni dell’artiglieria smisero di sparare, esattamente alle 11:00:00 della mattinata. Il silenzio che seguì venne interrotto solamente da due colpi di pistola sparati nei pressi di un microfono per festeggiare.